# Velcí a hrdí
Velcí a hrdí (v anglickém originále Walking Big & Tall) jsou 13. díl 26. řady (celkem 565.) amerického animovaného seriálu Simpsonovi. Scénář napsal Michael Price a díl režíroval Chris Clements. V USA měl premiéru dne 8. února 2015 na stanici Fox Broadcasting Company a v Česku byl poprvé vysílán 1. září 2015 na stanici Prima Cool.

## Děj
Na zasedání zastupitelstva město zjistí, že jeho hymnu používá řada měst v Severní Americe poté, co ji bývalý starosta Hans Krtkovic koupil od obchodníka. Líza a Bart složí novou hymnu a předvedou ji v divadle s ostatními studenty. Homer má při představení problémy sedět na svém místě kvůli své obezitě, a když musí vstát, aby přednesl potlesk vestoje, nechtěně vytrhne svou řadu sedadel, čímž způsobí destrukci divadla. Marge na něj naléhá, aby se přidal ke skupině hubnoucích, ale v té, kterou vede Albert, jenž je upoután na invalidní vozík, se tvrdí, že obezita je krásná, a Homer se rozhodne svou obezitu přijmout. 
Skupina způsobí výtržnost před obchodem s módou, který podle nich propaguje nerealisticky štíhlé postavy, a všichni jsou zatčeni. Marge přijede Homera propustit na kauci pod podmínkou, že opustí skupinu a začne držet dietu, ale on odmítne a vrátí se do vězení ke svým obézním přátelům. Při konfrontaci Homera a obézní skupiny na shromáždění Marge nakonec upozorní, že Homer by neměl následovat Alberta, který je podle ní příliš líný na to, aby chodil. Ten se pokusí vstát z vozíku, aby jí dokázal, že se mýlí, ale utrpí smrtelný infarkt. Na Albertově pohřbu má Homer smuteční řeč, v níž po zjištění, že zesnulému bylo pouhých 23 let, prosí obézní lidi, aby zhubli. Spolu s Marge odchází domů, když slibuje dietu s jojo efektem, a montáž ukazuje, jak se Homerova postava s jeho věkem během několika následujících desetiletí drasticky mění.

## Přijetí
Epizodu sledovalo 2,78 milionu diváků, čímž se stala druhým nejsledovanějším pořadem na stanici Fox té noci.
Dennis Perkins z The A.V. Clubu udělil epizodě známku B−, když řekl: „Nedbalá konstrukce Simpsonovských dílů poslední doby není nikdy tak zřetelná jako ve Velkých a hrdých, nepřehledném spojení dvou okrajově slibných zápletek, kterým by prospělo, kdyby dostaly prostor k dýchání. Ještě více než obvyklá výsledná řídkost hlavní a vedlejší zápletky se v dílu objevuje jeden áčkový příběh, který je pak jednoduše opuštěn ve prospěch jiného, což má za následek zmatené dvouhlavé monstrum, jehož záblesky zábavy uvadají pod podlým sledem tučných vtipů v druhé zápletce.“.
Michael Price byl za scénář k této epizodě nominován na Cenu Sdružení amerických scenáristů za vynikající scénář k animovanému filmu na 68. ročníku těchto cen.